# Something in the Air
Something in the Air, es una serie australiana transmitida del 17 de enero de 2000 hasta el 2 de mayo de 2002 por la cadena ABC TV.
La serie fue creada por Roger Simpson y contó con la participación de actores invitados como: Emily Browning, Bruce Spence, Sullivan Stapleton, Nicholas Bell, Kat Stewart, Tammy MacIntosh, Dennis Coard, Brett Climo, Tara Morice, Val Lehman, Bernard Curry, Jane Hall, Fletcher Humphrys, Angus McLaren, Samuel Johnson, entre otros...

## Historia
La serie se centra en un pueblo rural llamado Emu Springs y algunas personas que viven ahí que no tienen concesiones, pero si defectos humanos normales y con historias pasadas, pero que aun así tienen decencia e ingenio.

## Personajes

### Personajes Principales
| Actor                 | Personaje           | Trabajo                                            | Episodios | Temporada   |
| --------------------- | ------------------- | -------------------------------------------------- | --------- | ----------- |
| Ullie Birve           | Helen Virtue        | ex-Banquera                                        | 320       | 2000 - 2002 |
| Colin Moody           | Tom Dooley          | Presentador                                        | 320       | 2000 - 2002 |
| Danielle Carter       | Sally Sabatini      | Vendedora de Cultivo y Hierbas                     | 320       | 2000 - 2002 |
| Kate Fitzpatrick      | Julia Rutherford    | Gerente de la Propiedad "Merinda"                  | 320       | 2000 - 2002 |
| Frankie J. Holden     | Stuart McGregor     | Gerente del Hotel Emu Springs Station & ex-Policía | 320       | 2000 - 2002 |
| Anne Phelan           | Monica "Mon" Taylor | Dueña de la Tienda                                 | 320       | 2000 - 2002 |
| Jeremy Lindsay Taylor | Ryan Cassidy        | Anunciador de 3ES                                  | 320       | 2000 - 2002 |
| Mariel McClorey       | Megan McGregor      | Aprendiz de Locutora de 3ES                        | 320       | 2000 - 2002 |
| Thomas Blackburne     | Harry Virtue        | -                                                  | 320       | 2000 - 2002 |
| Roger Oakley          | Doug Rutherford     | Político & Senador                                 | 320       | 2000 - 2002 |
| Nina Liu              | Dra. Annie Young    | Doctora                                            | 160       | 2001 - 2002 |
| Vince Colosimo        | Joe Sabatini        | Presidente Asociado de "Springs' Farmers"          | 29        | 2001 - 2002 |

#### Personajes Recurrentes
| Actor            | Personaje      | Ocupación | N.º de episodios | Duración    |
| ---------------- | -------------- | --------- | ---------------- | ----------- |
| Grant Bowler     | Mark Waters    | -         | 26               | 2001 - 2002 |
| Marin Mimica     | Guy O'Neill    | -         | 24               | 2001 - 2002 |
| John Bishop      | Sniffy         | -         | 18               | 2000 - 2002 |
| Steve Adams      | Brian O'Rourke | Padre     | 18               | 2001 - 2002 |
| Jeremy Callaghan | Dave Gorman    | -         | 17               | 2002        |

#### Antiguos Personajes Principales
| Actor              | Personaje            | Ocupación                                 | N.º de episodios | Duración    |
| ------------------ | -------------------- | ----------------------------------------- | ---------------- | ----------- |
| Eric Bana          | Joe Sabatini         | Presidente Asociado de "Springs' Farmers" | 202              | 2000 - 2001 |
| Melita Jurisic     | Dra. Eva Petrovska   | Doctora                                   | 148              | 2000        |
| Ray Barrett        | Leonard "Len" Taylor | -                                         | 35               | 2000        |
| Sullivan Stapleton | Wayne Taylor         | Empresario                                | 4                | 2000        |

#### Antiguos Personajes Recurrentes
| Actor          | Personaje       | Ocupación                                          | N.º de episodios | Duración    |
| -------------- | --------------- | -------------------------------------------------- | ---------------- | ----------- |
| Sandy Winton   | Matt Bateman    | Representante de la Fábrica de Alimentos "CanCorp" | 22               | 2000        |
| Matt King      | Rollo           | Chofer                                             | 14               | 2000 - 2001 |
| Stephen Lovatt | Foster Sutton   | -                                                  | 14               | 2001        |
| Kirsty Wright  | Lisa Cambridge  | -                                                  | 13               | 2001        |
| Michala Banas  | Angela O'Connor | -                                                  | 11               | 2000 - 2001 |

## Premios y nominaciones
| Año  | Categoría                                                                                    | Premio      | Nominado (a)                                   | Resultado |
| ---- | -------------------------------------------------------------------------------------------- | ----------- | ---------------------------------------------- | --------- |
| 2001 | Best Actor in a Guest Role in a Television Drama Series                                      | AFI Award   | Steve Adams                                    | Nominado  |
| 2001 | Best Episode in a Long Running Television Drama Series (episodio "That One Defining Moment") | AFI Award   | Roger Le Mesurier, Roger Simpson & Alan Hardy  | Ganaron   |
| 2001 | Best Episode in a Long Running Television Drama Series (episodio "Into Thy Hands")           | AFI Award   | Roger Le Mesurier, Roger Simpson & Alan Hardy  | Nominados |
| 2001 | Best Episode in a Long Running Television Drama Series (episodio "Living in the Past")       | AFI Award   | Roger Le Mesurier, Roger Simpson & Alan Hardy  | Nominados |
| 2000 | Best Performance by an Actress in a Leading Role in a Television Drama Series                | AFI Award   | Anne Phelan                                    | Ganó      |
| 2000 | Best Direction in a Television Drama (episodio "We Will Remember Them")                      | AFI Award   | Richard Jasek                                  | Nominado  |
| 2000 | Best Episode in a Television Drama Series (Long) (episodio "Movers and Shakers")             | AFI Award   | Roger Le Mesurier, Roger Simpson & Ros Tatarka | Nominados |
| 2000 | Best Episode in a Television Drama Series (Long) (episodio "We Will Remember Them")          | AFI Award   | Roger Le Mesurier, Roger Simpson & Ros Tatarka | Nominados |
| 2000 | Best Screenplay in a Television Drama (episodio "We Will Remember Them")                     | AFI Award   | Katherine Thomson                              | Nominada  |
| 2000 | Television - Serial (episodio "All The Things I Should've Said")                             | AWGIE Award | Kelly Lefever                                  | Ganó      |
| 2000 | Television - Serial (episodio "Return of the Prodigal")                                      | AWGIE Award | Paul Davies                                    | Ganó      |

## Producción
Creada por Roger Simpson y desarrollada por Simpson y Robyn Sinclair, con la colaboración del productor Roger Le Mesurier y los productores ejecutivos Sue Masters, Mikael Borglund y Rainer Mockert.
La serie fue uno de los primeros programas en Australia en ser filmados con formato panorámico.
En el 2000 el actor Eric Bana se unió al elenco principal de la serie interpretando a Joe Sabatini, sin embargo Bana dejó la serie en el 2001 y el actor Vince Colosimo lo reemplazó como Joe el 28 de junio de 2001 durante el episodio # 203.